# ГЕС Кодаяр I
ГЕС Кодаяр I — гідроелектростанція на півдні Індії у штаті Тамілнад. Знаходячись перед ГЕС Кодаяр II, становить верхній ступінь каскаду на річці Кодаяр, яка є правим витоком Thamiraparani (дренує західний схил Західних Гатів та впадає у Лакка́дівське море за сотню кілометрів на південь від Коллам).
Накопичення ресурсу для роботи станції відбувається у водосховищі, утвореному Верхньою Кодаярською греблею. Ця мурована споруда має висоту 88 метрів, довжину 166 метрів та потребувала 163 тис. м3 матеріалу. Вона разом з трьома допоміжними спорудами утримує водойму з об'ємом 98,5 млн м3 (за іншими даними — 70 млн м3), з якої через лівобережжя річки Кодаяр прокладена траса деривації довжиною 5,6 км. Спершу ресурс прямує по тунелю, а завершальні 2,1 км виконані у вигляді водоводу з діаметром 1,8 метра.
Машинний зал обладнали однією турбіною типу Пелтон потужністю 60 МВт, яка при напорі від 913 до 974 метрів (номінальний напір 948 метрів) забезпечує виробництво 99 млн кВт-год електроенергії на рік.